# Paulo de Almeida Ribeiro
Paulo de Almeida Ribeiro, genannt Paulinho oder Paulinho de Almeida, (* 15. April 1932, Porto Alegre; † 11. Juli 2007 in São Paulo) war ein brasilianischer Fußballspieler und Fußballtrainer.

## Karriere
Paulinho begann 1950 seine Laufbahn beim SC Internacional, bei dem er für vier Jahre spielte. Danach ging er zum CR Vasco da Gama nach Rio de Janeiro.
1954 gehörte er zum Kader der brasilianischen Mannschaft bei der Fußball-Weltmeisterschaft, kam aber nicht zum Einsatz. 1957 gewann er mit der Auswahl die Copa Roca.
Nach dem Ende seiner Spielerkarriere betreute er zahlreiche brasilianische Vereine als Trainer.
Paulinho starb 75-jährig in São Paulo an der Alzheimer-Krankheit.

## Erfolge
Nationalmannschaft
- Copa Roca: 1957

SC Internacional
- Staatsmeisterschaft von Rio Grande do Sul: 1951, 1952, 1953

Vasco da Gama
- Staatsmeisterschaft von Rio de Janeiro: 1956, 1958
- Torneio Rio-São Paulo: 1958